# Artère transverse du cou

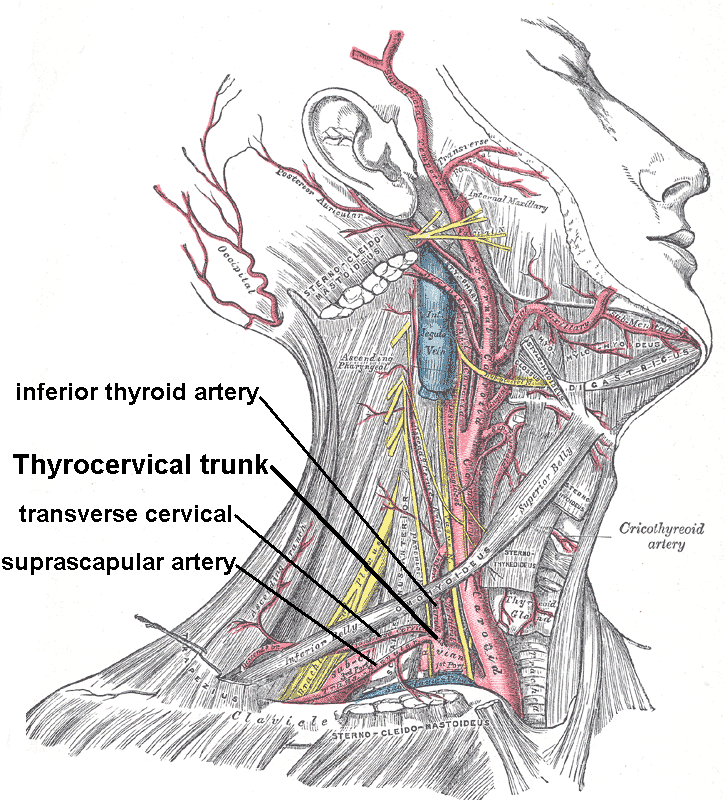
Artère transverse du cou

L'artère transverse du cou (ou artère cervicale transverse ou artère trapézienne de Cruveilhier) est une artère du cou.

## Trajet
L'artère transverse du cou est une branche terminale du tronc thyro-cervical qui nait au-dessus de l'artère supra-scapulaire.
Elle passe transversalement sous le ventre inférieur du muscle omo-hyoïdien jusqu'au bord antérieur du muscle trapèze, sous lequel il se divise en une branche superficielle, le rameau superficiel de l’artère transverse, et une branche profonde, l'artère dorsale de la scapula.
Elle passe devant le nerf phrénique et les muscles scalènes et devant ou entre les divisions du plexus brachial. Elle est recouverte par les muscles platysma et sterno-cléido-mastoïdien.

## Zone de vascularisation

### Branche superficielle
En entrant dans le muscle trapèze, la branche superficielle se divise à nouveau en une branche ascendante et une descendante.
La branche ascendante irrigue le trapèze, les muscles voisins et les ganglions lymphatiques du cou. Elle s'anastomose avec la branche superficielle de la branche descendante de l'artère occipitale.
La branche descendante s'anastomose avec l'artère scapulaire dorsale qui, à son tour, se relie à l'artère sous-scapulaire. Cette anastomose est une circulation en anneau autour de l'omoplate.

### Branche profonde
L'artère scapulaire dorsale (ou artère scapulaire descendante ou artère scapulaire postérieure ou artère scapulaire profonde) irrigue les muscles élévateur de la scapula, rhomboïde, et trapèze.
Elle naît le plus souvent de l'artère subclavière (deuxième ou troisième partie) mais un quart du temps elle naît de l'artère cervicale transverse. Dans ce cas, l'artère est également connue sous le nom de branche profonde de l'artère cervicale transversale, et la jonction de ces deux artères est appelée tronc cervico-dorsal.
Elle passe sous le muscle élévateur de la scapula jusqu'à l'angle supérieur de l'omoplate, puis descend sous les muscles rhomboïdes le long du bord vertébral de l'omoplate jusqu'à l'angle inférieur.
Elle s'anastomose avec les artères supra-scapulaire et circonflexe.